# 100. п. н. е.

## Рођења
- Гај Јулије Цезар, римски генерал и политичар (у. 44. п. н. е.)
- Тит Лабијен, Цезаров главни војсковођа током Галског рата (у. 45. п. н. е.)